# Gaižiūnai
Gaižiūnai este o arie protejată (sit de importanță comunitară — SCI) din Lituania întinsă pe o suprafață de 525,2 ha, integral pe uscat.

## Localizare
Centrul sitului Gaižiūnai este situat la coordonatele 55°00′57″N 24°22′16″E / 55.0158°N 24.3711°E.

## Înființare
Situl Gaižiūnai a fost declarat sit de importanță comunitară în mai 2009 pentru a proteja 1 specie de plante.

## Biodiversitate
Situată în ecoregiunea boreală, aria protejată conține 3 habitate naturale: Vegetație psamofilă uscată cu pășuni deschise de Corynephorus și Agrostis, Pajiști uscate europene, Pajiști calcaroase din nisipuri xerice.
La baza desemnării sitului se află o specie protejată de  plante: dedițelul (Pulsatilla patens).